# Луценко, Анатолий Иванович
Анато́лий Ива́нович Луце́нко (10 августа 1934, Баку — 22 февраля 1998, Москва) — советский и российский художник. Член Союза художников СССР

## Биография
Луценко Анатолий Иванович родился 10 августа 1934 года в г. Баку в семье кадрового военного — Луценко Ивана Степановича и потомственной донской казачки — Луценко (Горбунковой) Татьяны Васильевны, уроженки хутора Малый Терновой Чернышевского района Волгоградской области.
Детство будущего художника протекало в большой нужде, обусловленной неграмотностью матери (она окончила 2 класса приходской школы), трудными моральными отношениях между родителями (они разошлись, когда Анатолию исполнилось 12 лет). Страсть к рисованию проявилась рано, в 3-4 года ребёнок уже пытался разрисовывать любой кусочек попадавшей ему в руки белой бумаги.
Категорические запреты отца не помешали Анатолию в 15 лет принять решение учиться рисованию. В 1949 г. он поступил в Ростовское художественное училище, окончил его в 1954 г. За годы учёбы и спустя ещё многие годы его учителем и другом был талантливый живописец Михайлов Герман Павлович, высокое мастерство которого, кристально честные человеческие качества, оказали благоприятное воздействие на Анатолия и укрепили его решение стать живописцем.
Вся дальнейшая жизнь художника была неразрывно связана с его творчеством.

## Творчество
Дипломный эскиз, выполненный в училище на тему « К. Е. Ворошилов на восстановлении моста через реку Дон», получил отметку «отлично». Это послужило основанием к тому, чтоб направить А. Луценко в числе других десяти выпускников училища для продолжения специального образования в Московский художественный институт (ныне Московский государственный академический художественный институт имени В. И. Сурикова). Он поступил туда в 1954 г. и окончил институт в 1960 г. (мастерская дважды лауреата Государственной премии СССР, профессора Максимова Константина Мифодьевича).
Дипломная работа, представленная А. И. Луценко после окончания института «На Дону» (оценка — «отлично»), была высоко оценена президентом Академии художеств СССР Б. Иогансоном.

«Обращает на себя внимание картина выпускника института им. В.И Сурикова А. Луценко — „На Дону“. Это талантливый живописец. Его картина останавливает зрителя. Художник избрал, казалось бы, обычное, будничное явление, изобразив пассажиров, беседующих на палубе парохода. Но здесь видно стремление автора дать характеристику действующих лиц, передать общее жизнерадостное настроение. Хороши живописные средства. Удачно передан свет, в картине много солнца.»— Б.В.Иогансон, журнал «Искусство», 1961. №2. с.75-83
Такие слова без преувеличения могут быть отнесены к большинству последующих живописных работ А.Луценко, который по праву считался среди знавших его современников мастером и певцом солнца и жизни.
Началом творческой биографии является 1951 год. Впервые этюды А. Луценко были выставлены на выставке работ молодых художников Ростовского художественного училища, посвященной теме «Борьба за мир во всем мире» (газета «Молот», г. Ростов на Дону. — 28 сент., 1951, № 229 (8771)). В 1952 г. на республиканской выставке работ учащихся художественных училищ Российской Федерации в г. Москву была представлена серия донских пейзажей А. Луценко (газета «Молот», г. Ростов на Дону, 13 декабря, 1952. — № 293 (9141)).
В 1956 г. на выставке студенческих работ, выполненных в период учебной практики в г. Переславле- Залесском Ярославской области представлены работы А. Луценко — студента 2 курса факультета живописи Московского института имени В. И. Сурикова («Рыбаки», «Пейзаж», «Этюды»).
На областной художественной выставке Ростовского Союза художников в г. Ростове на Дону в 1957 г. экспонировались 2 его работы: этюды — «Девушка» и «Дворик».
Начиная с 1958 г. А. Луценко являлся постоянным участником Всесоюзных, Республиканских, зональных, областных, Московских выставок. Он с 1963 г. переезжает на жительство в г. Москву и избирается членом Союза художников СССР и членом МОСХа.
Активный выставочный период включает участие в 14 выставках, на которых были представлены 23 живописные работы и серии акварелей А. Луценко. Однако он фактически был прерван в 1986 г. из-за тяжелой болезни и занятости выполнением заказных работ в Художественном фонде г. Москвы. Будучи членом фонда, А. Луценко создал большое количество жанровых полотен, отдельные из которых были отмечены Почетными дипломами («Портрет Маркса»).
Поэтому до настоящего времени экспонировалась лишь минимальная часть творческого наследия А. И. Луценко, которое включает около 150 живописных и графических работ (портреты, натюрморты, пейзажи, акварели, рисунки).
Научный сотрудник Ростовского музея изобразительных искусств Е.Лукьянова так характеризовала творчество А. Луценко: 

«…художник любит донское лето с солнцем, травами и рекой, поля, протянувшиеся до самого горизонта. Его герои свободно живут в пейзаже. Симпатии живописца, излюбленный круг его тем — простые труженики Дона. Доярки на одноименной картине изображены солнечным днем на донском берегу. Картина пронизана светом, полна движения. Серебрятся волны Дона, ветер шевелит белые халаты доярок»…"Любовь к родному краю и его людям подкупает во многих полотнах художника. Вот молодая казачка (картина «В станице») стоит у Дона с ведрами на коромысле. Мимо по солнечной реке проносится «Ракета». Можно подолгу рассматривать эти полотна, в которых привлекает свежесть живописи. Глубокие психологические задачи решаются художником в картинах — портретах. Вот участник гражданской войны П. Д. Культушин — пожилой человек стоит совершенно спокойно, естественно. Он, колхозный конюх, кажется слитым воедино с осенним пейзажем. Интересна графическая техника, выбранная художником, так называемая «тушь с размывкой», техника капризная, требующая большой точности. Впервые графическая серия «Труженики Дона» экспонировалась на выставке «Родной Дон». Все пять работ («Ростовский базар», «На току», «Рыбаки», «Уха», «Обед») носят жанровый характер. Фигуры объемны, промоделированы светотенью. Хорошо используется белая поверхность листа. В работе «На току» три женские фигуры настолько удачно с ней связаны, что сама бумага воспринимается, как груда светлого сыпучего зерна".— Е.Лукьянова, газета «Молот», г. Ростов на Дону, 15 октября, 1964, № 243 (12773)
Ярки и солнечны, как сама донская природа, картины-пейзажи: «Донской перекат», «Раздорские холмы», «Терраса, освещенная солнцем». Многочисленные этюды посвящены сказочно красивым местам станицы Раздорской — заповедной станицы донского казачества, которую художник избрал вторым постоянным местом жительства. Этот живописный уголок нашей родины, напоенный теплом и солнцем, с его жителями — простыми, трудолюбивыми людьми, служил неиссякаемым источником не только для этюдов, но и серьёзных произведений, выполненных тщательно с высоким мастерством.
Среди них надо отметить новое тематическое решение той же извечной темы «На Дону» — живописной картины А. Луценко, над которой он трудился не менее трех лет (1993—1995). В этой картине, которую сам автор считал программной работой, прекрасна не только донская природа, но утверждается торжество молодости, нового, светлого утра, как апофеоз веры художника в победу жизни. Это не была простая влюбленность в окружающую действительность, а выражено философское восприятие её сложных противоречий («быки» и «люди»).
Серьёзное отношение к жизни, работе блестяще удалось выразить  Луценко в автопортретах (1978, 1985, 1986 г.г.).
Собирательный образ гармоничного человека, которому единение с природой дарит духовную красоту, видится в целом ряде женских портретов («Донское утро», групповой портрет, «Женский портрет с яблоками», «Женский портрет на фоне подсолнухов», «Женский портрет»). Высоко художественно выполнены портреты сына (1981, 1984 г.г.), этюды: «Девочка, освещенная солнцем», «Мальчик, освещенный солнцем».
Мастерство живописца особенно пленяет в натюрмортах, в которых живут, очаровывают любимые автором цветы («Сирень и тюльпаны», «Пионы с календулой», «Сирень с ландышами), а также другие дары природы („Натюрморт с яблоками и виноградом“, „Натюрморт с донскими рыбцами“, „Натюрморт с баклажанами“, „Натюрморт с донской рыбой и овощами“, Осенний натюрморт»).
Целая серия картин — пейзажей посвящена Псковско-Печорскому монастырю («Осень в Псковско-Печорском монастыре», «Звонница Псковско-Печорского монастыря», «Никольский храм Псковско- Печорского монастыря»). Эти работы создают успокоение, навевают тихую грусть по уходящей жизни, в то же время говорят о непроходящей её светлости, что ассоциировалось с осенним периодом природы, красочно нарядной.
Ярки и красочны многочисленные акварели, посвященные природе рек Волги и Дона, родине Льва Толстого — Ясной Поляны. Точны и разнообразны по тематике рисунки художника.
Многие его работы по сей день радуют зрителя в музеях нашей страны и зарубежья. Также находятся они и в частных коллекциях. Как пример, одна из работ была передана известному хирургу Майклу Э. Дебейки во время его встречи с академиком Петровским Б. В.
Будучи молодым и начинающим живописцем, в 1960 г. А.Луценко дал интервью в клубе интересных встреч. Уже тогда он четко представлял, что его жизнь будет посвящена служению людям: 

«…строителям, чьими руками возводятся новые города, поселки; человеку, труд которого так благороден и величественен…» «Я знаю, что потребуется немало времени и труда, чтобы осуществить намеченное. Нужно самому научиться работать так, как мои герои — современники, для которых самое главное — благо своей страны. И я к этому готов»— А.Луценко, газета «Комсомолец», орган Ростовского обкома и горкома ВЛКСМ, 2 октября 1960 г.

## Личная жизнь
- Супруга Луценко Лидия Александровна, родилась в г. Пенза в 1937 г., в данный момент д.м.н., профессор Федерального научного центра гигиены имени Ф. Ф. Эрисмана. Познакомились в студенческие годы, поженились 13 декабря 1958 г.
- Сын Луценко Виктор Анатольевич, (род. 1960, г. Пенза)
- Сын Луценко Иван Анатольевич, (род. 1974, г. Москва)

## Болезнь и смерть
Первый инфаркт миокарда А. И. Луценко перенёс в 1981 г. На фоне его развился сахарный диабет и стало ухудшаться зрение. Через некоторое время один глаз почти не видел, что для художника было тяжёлым ударом. В середине 90-х начались проблемы с ногами на фоне сахарного диабета и было проведено шунтирование в Российском научном центре хирургии имени академика Б. В. Петровского.
В 1997 г. здоровье стало ухудшаться, был перенесён второй инфаркт и 22 февраля 1998 г., на 64-м году жизни, художник Луценко Анатолий Иванович скончался.
Похоронен по своему завещанию в станице Раздорской

## Работы
Живопись
| Год  | Название работы                               | Материал              | Размер, см  |
| ---- | --------------------------------------------- | --------------------- | ----------- |
| 1956 | Вечерний Ростов                               | Картон, масло         | 35 х 70     |
| 1958 | На палубе                                     | Картон, масло         | 35,5 х 49,5 |
|      | Женский портрет                               | Картон, масло         | 50 х 70     |
| 1959 | Парень под солнцем (этюд)                     | Холст, масло          | 50 х 69,7   |
|      | Утро (розы)                                   | Холст, масло          | 72,5 х 89,5 |
| 1961 | Весна на академической даче                   | Картон, масло         | 50 х 70     |
|      | Вечер в станице                               | Картон, масло         | 50 х 70     |
|      | Женский портрет против солнца                 | Картон, масло         | 58,5 х 37,5 |
|      | Полдень на Дону                               | Картон, масло         | 50 х 70     |
|      | Портрет девочки, освещенной солнцем. Этюд.    | Картон, масло         | 30 х 24     |
|      | Мальчик, освещенный солнцем. Этюд.            | Картон, масло         | 25,5 х 33,5 |
|      | Вечер на Дону (лодки) (Донской закат)         | Картон, масло         | 50 х 70     |
| 1962 | Крымский берег. Гюрзуф.                       | Картон, масло         | 25 х 34     |
|      | Портрет старика — рыбака                      | Картон, масло         | 49,4 х 43,6 |
|      | Рыбачий стан                                  | Картон, масло         | 50 х 70     |
|      | Донской рыбак                                 | Картон, масло         | 50 х 70     |
| 1963 | Старинный казачий дом                         | Картон, масло         | 50 х 70     |
|      | Рыбак в лодке                                 | Картон, масло         | 50 х 70     |
|      | Девочка, освещенная солнцем                   | Картон, масло         | 50 х 70     |
|      | Вечером. Этюд                                 | Картон, масло         | 54 х 37,5   |
| 1968 | Станица Раздорская                            | Картон, масло         | 50 х 80     |
| 1971 | Натюрморт. Сирень с ландышами                 | Оргалит, масло        | 97 х 122    |
|      | Женский портрет с яблоками                    | Оргалит, масло        | 123 х 124   |
|      | Женский портрет на фоне подсолнухов           | Оргалит, масло        | 123 х 124   |
|      | Натюрморт с донской рыбой и овощами           | Оргалит, масло        | 122 х 143   |
|      | Берег Крыма                                   | Оргалит, масло        | 44 х 64,8   |
|      | Портрет таджика                               | Холст, масло          | 60 х 37,5   |
| 1973 | Осень в Псковско-Печорском монастыре          | Оргалит, масло        | 90 х 122,5  |
|      | Никольский храм Псковско-Печорского монастыря | Оргалит, масло        | 100 х 122   |
|      | Звонница Псковско-Печорского монастыря        | Оргалит, масло        | 100 х 122,5 |
|      | Донской перекат                               | Холст, масло          | 70 х 90     |
|      | Генуэсская крепость                           | Оргалит, масло        | 58 х 78,5   |
|      | Осень. Изборг.                                | Оргалит, масло        | 54 х 100    |
|      | Изборгская крепость                           | Картон, масло         | 60 х 87     |
|      | Ворота в Псковско-Печорский монастырь         | Оргалит, масло        | 59 х 78     |
|      | Изборг. Крепость.                             | Оргалит, масло        | 69 х 99     |
| 1974 | Натюрморт с баклажанами                       | Картон, масло         | 53 х 76,3   |
|      | Раздоры. Холмы.                               | Оргалит, масло        | 58 х 84     |
| 1975 | Натюрморт. Рыба. Раки.                        | Оргалит, масло        | 58 х 84     |
|      | Осенний натюрморт                             | Холст, масло          | 80 х 100    |
| 1976 | Чёрное море                                   | Оргалит, масло        | 60 х 87     |
|      | Берег моря                                    | Картон, масло         | 59,8 х 85,8 |
| 1978 | Натюрморт. Яблоки и виноград.                 | Холст, масло          | 70 х 90     |
|      | Терраса, освещённая солнцем                   | Оргалит, масло        | 80 х 105    |
|      | Интерьер с автопортретом                      | Оргалит, масло        | 101 х 104   |
|      | Петуньи                                       | Оргалит, масло        | 73 х 91     |
|      | Никитский храм. ХIY. Крепость Изборг.         | Оргалит, темпера      | 49,8 х 64   |
|      | В станице Раздорской                          | Холст, оргалит, масло | 56 х 68     |
|      | Казачий дворик                                | Холст, оргалит, масло | 37 х 47     |
|      | Полдень в станице Раздорской                  | Холст, оргалит, масло | 56 х 61     |
|      | Раздоры. Акации.                              | Оргалит, масло        | 76 х 99     |
| 1979 | Хутор Каныгин                                 | Холст, масло          | 65 х 90     |
| 1980 | Портрет селянина. Этюд.                       | Оргалит, масло        | 78,2 х 88   |
|      | Раздоры                                       | Оргалит, масло        | 74 х 89     |
| 1981 | Натюрморт. Пионы с календулой.                | Оргалит, масло        | 67 х 100    |
|      | Портрет сына                                  | Холст, оргалит, масло | 40 х 50     |
| 1982 | Раздорские холмы                              | Холст, оргалит, масло | 81 х 100    |
|      | Утро в станице (групповой портрет)            | Холст, масло          | 58 х 73,8   |
| 1984 | Портрет сына                                  | Холст, масло          | 50 х 60     |
|      | Рыбаки и сети                                 | Холст, масло          | 195х106     |
| 1985 | Автопортрет                                   | Холст, оргалит, масло | 72 х 49     |
|      | Портрет рыбака                                | Холст, оргалит, масло | 41 х 55     |
| 1989 | Автопортрет                                   | Доска, масло          | 60,5 х 86,6 |
| 1992 | На краю станицы                               | Холст, оргалит, масло | 38 х 58     |
|      | Натюрморт с редиской                          | Холст, оргалит, масло | 64 х 84     |
| 1993 | Осень в станице                               | Холст, масло          | 50 х 61     |
|      | У парома                                      | Холст, оргалит, масло | 31 х 50,5   |
| 1994 | Натюрморт с донскими рыбцами                  | Холст, масло          | 81 х 100,5  |
| 1995 | На Дону                                       | Холст, масло          | 69 х 125    |
|      | Розы                                          | Холст, масло          | 60,5 х 66   |
|      | Осень. Тополя                                 | Холст, оргалит, масло | 57,8 х 63,5 |
| 1996 | Пионы                                         | Огралит, масло        | 61,5 х 70   |
|      | Донской берег                                 | Холст, оргалит, масло | 29 х 50,5   |
|      | Казачий двор                                  | Холст, масло          | 39 х 47     |

Акварели
| Название работы                                         | Материал         | Размер, см  |
| ------------------------------------------------------- | ---------------- | ----------- |
| На Волге                                                | Бумага, акварель | 44 х 64     |
| Порт                                                    | Бумага, акварель | 42 х 68     |
| На Дону                                                 | Бумага, акварель | 27 х 60     |
| Серия: по Волге, Дону, Каме. Цимлянский порт. 19 листов | Бумага, акварель | 30 х 40     |
| Волгодонский элеватор                                   | Бумага, акварель | 41 х 66     |
| Волгодонской порт                                       | Бумага, акварель | 51 х 65     |
| Куйбышевское водохранилище                              | Бумага, акварель | 40 х 62     |
| Берег Волги                                             | Бумага, акварель | 35 х 47     |
| Автопортрет                                             | Бумага, акварель | 31 х 30     |
| Автопортрет                                             | Бумага, акварель | 25 х 20     |
| Автопортрет                                             | Бумага, акварель | 25 х 22     |
| Портрет девушки                                         | Бумага, акварель | 46 х 60     |
| Портрет деда                                            | Бумага, акварель | 40 х 55     |
| Портрет девушки в платке                                | Бумага, акварель | 22 х 18,5   |
| Мимоза                                                  | Бумага, акварель | 19 х 27     |
| Портрет девушки с рыжими волосами                       | Бумага, акварель | 18 х 15     |
| Портрет женщины в красной косынке                       | Бумага, акварель | 27 х 38     |
| Берег Ростова на Дону                                   | Бумага, акварель | 22 х 32     |
| Ясная Поляна. Серия — 10 листов                         | Бумага, акварель | 39,5 х 54,5 |
| По Дону. Серия — 6 листов                               | Бумага, акварель | 40 х 54     |

Перечень работ, экспонированных на выставках
| Год выставки | Название выставки | Место проведения | Название работы                                                                                     | Техника, размер                |
| ------------ | --- | ---------------- | --------------------------------------------------------------------------------------------------- | ------------------------------ |
| 1958         | Всесоюзная художественная выставка. 40 лет ВЛКСМ | Москва           | Волга                                                                                               | Холст, масло. 50 х 70          |
|              | 4-я выставка произведений молодых художников Москвы | Москва           | Белеет парус одинокий                                                                               | Холст, масло. 50 х 70          |
| 1960         | 8-я всесоюзная выставка дипломных работ студентов художественных вузов СССР                                                                                             | Москва           | На Дону                                                                                             | Холст, масло. 131 х 260        |
|              | Художественная выставка «Советская Россия» | Москва           | Низовка                                                                                             | Холст, масло. 100 х 180        |
|              | |                  | Завтрак речников Дона                                                                               | Холст, масло. 100 х 180        |
| 1961         | Всесоюзная художественная выставка | Москва           | Полдень                                                                                             | Холст, масло. 130 х 240        |
|              | |                  | В бригаду                                                                                           | Холст, масло. 150 х 180        |
| 1964         | Областная художественная выставка «Родной Дон» | Ростов на Дону   | Доярки                                                                                              | Холст, масло. 150 х 200        |
|              | |                  | В станице                                                                                           | Холст, масло. 150 х 180        |
|              | |                  | Портрет героя гражданской войны П. Д. Культюшкина                                                   | Холст, масло. 128 х 150        |
|              | |                  | Женский портрет                                                                                     | Холст, масло. 105 х 110        |
|              | |                  | Ленинский строится                                                                                  | Холст, масло. 128 х 150        |
|              | Зональная художественная выставка «Советский Юг» | Ростов на Дону   | Женский портрет                                                                                     | Холст, масло. 105 х 110        |
|              | |                  | Доярки                                                                                              | Холст, масло. 150 х 200        |
|              | |                  | В станице                                                                                           | Холст, масло. 150 х 180        |
|              | |                  | Портрет героя гражданской войны П. Д. Культюшкина                                                   | Холст, масло. 128 х 150        |
|              | |                  | Графика. Серия. Труженики Дона Серия: "Ростовский базар, «На току», «Рыбаки», «Уха», «Обед»         | Бумага, мокрая тушь            |
| 1965         | Вторая республиканская художественная выставка «Советская Россия» | Москва           | Портрет героя гражданской войны П. Д. Культюшкина                                                   | Холст, масло. 128 х 150        |
| 1968         | Выставка художников Российской Федерации, посвященная 50-летию ВЛКСМ | Ленинград        | Над Тихим Доном                                                                                     | Холст, масло. 120 х 150        |
| 1975         | Всесоюзная художественная выставка «30 лет победы Советского Союза в Великой Отечественной войне. 1945—1975.»                                                           | Москва           | Л. С. Чувахин- участник обороны Ленинграда                                                          | Холст, масло. 100 х 130        |
| 1980         | Земля целинная. Выставка произведений московских художников. XXVI съезду Коммунистической партии советского Союза посвящается                                           | Москва           | Антиколчаковское восстание Кустанайских крестьян                                                    | Холст, масло. 150 х 180        |
|              | |                  | Трудовая династия Гофмана А. Г.                                                                     | Холст, масло. 120 х 150        |
| 1981         | Выставка произведений изобразительного искусства художников Москвы и Московской обл. «40 лет победы под Москвой»                                                        | Москва           | Портрет Л. С. Чувахина                                                                              | Холст, масло. 90 х 100         |
| 1985         | Выставка произведений московских художников «XXVII съезду Коммунистической партии советского Союза посвящается»                                                         | Москва           | Автопортрет                                                                                         | Холст, оргалит, масло. 49 х 72 |
| 1986         | Черкасщина -история, современность, люди. Выставка произведений московских и украинских художников, посвященная 70-летию Великой октябрьской социалистической революции | Киев             | Торжественная передача заработной платы почетного кузнеца — В. И. Ленина подшефной школе- интернату | Холст, масло. 120 х 160        |

## Публикации о творчестве художника в периодической печати
1. Журнал «Искусство», 1961, № 2. с.75-83
2. Газета «Молот», г. Ростов на Дону, 28 сентября, 1951, № 229 (8771)
3. Газета «Молот», г. Ростов на Дону, 13 декабря, 1952, № 293 (9141)
4. Газета «Молот», г. Ростов на Дону, 15 октября, 1964, № 243 (12773)
5. Газета «Комсомолец», орган Ростовского обкома и горкома ВЛКСМ, 2 октября 1960 г.